# 河原宏
河原 宏（かわはら ひろし、1928年7月24日 - 2012年2月28日）は、思想史学者、早稲田大学名誉教授、政治学博士。

## 人物
東京府生まれ。父は商学博士河原茂太郎。杉並区高円寺で育ち、杉並区立第四小、東京府立第十中学校、海軍機関学校、東京高校、成蹊大学を経て早稲田大学大学院政治学研究科博士課程単位取得満期退学。
1955年「日本文化史上の澁澤栄一」で渋沢青淵記念財団龍門社の懸賞論文で一等入選。
1981年「昭和政治思想研究」で早大政治学博士。早稲田大学政治経済学部にて助教授、教授を歴任。1998年定年退職し、名誉教授。日本政治思想史、また日本文化論について著書多数。
2012年2月28日、多臓器不全により、東京都内の私邸にて死去。83歳没。

## 著書
- 『転換期の思想 日本近代化をめぐって』早稲田大学出版部 1963
- 『アジアへの思想』川島書店 1968 ヒューマン選書
- 『西郷伝説　「東洋的人格」の再発見』講談社現代新書　1971
- 『漂泊する現代人 現代日本の心情と生活』学陽書房 1974
- 『近代日本のアジア認識』第三文明社 レグルス文庫　1976
- 『昭和政治思想研究』早稲田大学出版部 1979
- 『日本に活力は蘇るか 理想主義の運命』勁草書房 1985
- 『伝統思想と民衆 日本政治思想史研究1』成文堂 1987
- 『「江戸」の精神史 美と志の心身関係』ぺりかん社 1992
- 『日本人の「戦争」 古典と死生の間で』築地書館 1995　のち講談社学術文庫
- 『「自在」に生きた日本人』農山漁村文化協会 1998 人間選書
- 『青年の条件 歴史のなかの父と子』人文書院 1998
- 『素朴への回帰 国から「くに」へ』人文書院 2000
- 『科学文明の「信」を問う 存在・時間・生命の情理』人文書院 2003
- 『空海 民衆と共に 信仰と労働・技術』人文書院 2004
- 『日本人はなんのために働いてきたのか』ユビキタ・スタジオ 2006
- 『秋の思想　かかる男の児ありき』幻戯書房 2012

## 共編著
- 現代政治学の解明 浅沼和典,中込道夫共著 理論社 1967
- 現代日本の共同体 5 国家 編著 学陽書房 1973
- 日中関係史の基礎知識 現代中国を知るために 藤井昇三共編 有斐閣 1974

## 翻訳
- 現代ドイツ社会学 レーモン・アロン 秋元律郎,芳仲和夫共訳 理想社 1956
- 国家 その神話 エルンスト・カッシラー 浅沼和典,秋元律郎共訳 理想社 1957
- 近代精神の形成 C.ブリントン 浅沼和典共訳 早稲田大学出版部 1960

## 記念論集
- 日本思想の地平と水脈 河原宏教授古稀記念論文集刊行会編著 ぺりかん社 1998.3

## 参考
- 年譜「日本思想の地平と水脈」